# Kris Boyd
Kris Boyd (Irvine (North Ayrshire), 18 augustus 1983) is een Schots profvoetballer die doorgaans als centrumspits speelt. In juli 2015 tekende hij een contract bij Kilmarnock, dat hem transfervrij overnam van Rangers FC. In mei 2006 debuteerde hij als Schots international.

## Clubcarrière
Boyd begon met het spelen van betaald voetbal bij Kilmarnock, waar hij 5,5 seizoen voor uitkwam. In het laatste half jaar van zijn Kilmarnock-tijd, scoorde hij vijftien goals in negentien wedstrijden. In januari 2006 maakte hij de overstap naar Glasgow Rangers, waarvoor hij vijf jaar speelde. Toen Boyd er in de zomer van 2010 transfervrij werd, stapte hij als Schots topscorer aller tijden (in de competitie) over naar het Engelse Middlesbrough. Voor Kilmarnock en Rangers scoorde de spits 164 competitiedoelpunten, waarmee hij het oude record van 158 van Henrik Larsson brak. Na omzwervingen in Engeland, de Verenigde Staten en Turkije, keerde hij in 2012 terug bij Kilmarnock. Na twee seizoenen vertrok hij naar Rangers FC, maar al na één seizoen keerde hij opnieuw terug bij Kilmarnock.

## Clubstatistieken
| Seizoen | Club                | Wedstrijden | Doelpunten | Competitie     |
| ------- | ------------------- | ----------- | ---------- | -------------- |
| 2000/01 | Kilmarnock          | 1           | 0          | Premier League |
| 2001/02 | Kilmarnock          | 28          | 4          | Premier League |
| 2002/03 | Kilmarnock          | 38          | 12         | Premier League |
| 2003/04 | Kilmarnock          | 37          | 15         | Premier League |
| 2004/05 | Kilmarnock          | 30          | 17         | Premier League |
| 2005/06 | Kilmarnock          | 20          | 15         | Premier League |
| 2005/06 | Glasgow Rangers     | 17          | 17         | Premier League |
| 2006/07 | Glasgow Rangers     | 32          | 20         | Premier League |
| 2007/08 | Glasgow Rangers     | 26          | 14         | Premier League |
| 2008/09 | Glasgow Rangers     | 35          | 27         | Premier League |
| 2009/10 | Glasgow Rangers     | 31          | 23         | Premier League |
| 2010/11 | Middlesbrough       | 27          | 6          | Championship   |
| 2010/11 | → Nottingham Forest | 10          | 6          | Championship   |
| 2011/12 | Eskişehirspor       | 2           | 0          | Süper Lig      |
| 2012    | Portland Timbers    | 26          | 7          | MLS            |
| 2012/13 | Kilmarnock          | 8           | 3          | Premier League |
| 2013/14 | Kilmarnock          | 36          | 22         | Premiership    |
| 2014/15 | Rangers FC          | 29          | 3          | Championship   |
| 2015/16 | Kilmarnock          | 29          | 5          | Premiership    |
| 2016/17 | Kilmarnock          | 17          | 5          | Premiership    |

Tabel bijgewerkt op 12 februari 2017